# Davi Silva
Davi Silva (15 de junio de 2003) es un deportista brasileño que compite en bádminton. Ganó dos medallas en los Juegos Panamericanos de 2023, plata en dobles y bronce en dobles mixto.

## Palmarés internacional
| Juegos Panamericanos | Juegos Panamericanos | Juegos Panamericanos | Juegos Panamericanos |
| Año                  | Lugar                | Medalla              | Prueba               |
| -------------------- | -------------------- | -------------------- | -------------------- |
| 2023                 | Santiago (Chile)     | Medalla de plata     | Dobles               |
| 2023                 | Santiago (Chile)     | Medalla de bronce    | Dobles mixto         |